# Vecchietti

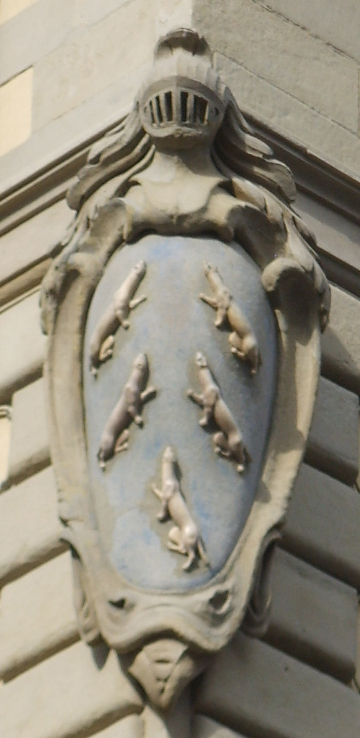
Firenze, Palazzo Vecchietti, stemma

I Vecchietti furono un'antica famiglia nobiliare di Firenze.

## Storia familiare
Ricordati anche da Dante Alighieri (Paradiso XV, 115-117), erano una delle più antiche e importanti famiglie fiorentine nel medioevo. Inurbati almeno dal XII secolo, erano di parte guelfa e furono sconfitti a Montaperti. Le loro case furono bruciate dai ghibellini vittoriosi, ma dopo la Battaglia di Benevento (1266) ebbero la loro rivincita.
La famiglia aveva i suoi possedimenti a Firenze tra il Mercato Vecchio e piazza degli Strozzi, dove resta il cinquecentesco palazzo Vecchietti e l'intitolazione a via dei Vecchietti. Anticamente la loro influenza si percepiva maggiormente, con la piazza dei Vecchietti, la volta dei Vecchietti e la chiesa di San Donato dei Vecchietti, tutte cose distrutte con il Risanamento di Firenze nel XIX secolo.
I Vecchietti ebbero diversi Gonfalonieri di Giustizia, priori, condottieri e ambasciatori. Marsilio di Vanni Vecchietti, figlio di Vanni, fu un famoso capitano del Trecento, che ebbe modo di visitare tutto l'Oriente, subendo anche varie peripezie, come un rapimento che venne riscattato dai soldi pagati dal fratello. 
Nel XVI secolo un altro Marsilio fu un fedele consigliere dei granduchi medicei e amico del cardinale Ugo Boncompagni che quando divenne papa come Gregorio XIII dedicò al Vecchietti la frase "Ecce vir in quo dolus non est". 
Nel 1578 Bernardo Vecchietti, proprietario del palazzo, fu il primo protettore a Firenze di Giambologna, allora giovane scultore fiammingo poco conosciuto. A lui affidò il progetto di riammodernare il palazzo di famiglia, e in seguito in segno di ringraziamento per lui lo scultore fuse, dopo il 1562, il celebre Diavolino, originariamente due e forse rappresentanti satiri, che oggi si trova al Museo Bardini e, in copia, sullo spigolo del palazzo. Anche una lapide su palazzo Vecchietti ricorda il mecenatismo del Vecchietti e il lancio dell'artista che divenne, nella seconda metà del secolo, il più importante scultore attivo a Firenze, con una duratura influenza sulla scuola locale. Secondo alcuni Bernardo Vecchietti potrebbe essere l'autore del cosiddetto "Anonimo Gaddiano" o Magliabechiano, repertorio di notizie sui pittori fiorentini del suo tempo, cui Giorgio Vasari attinse per la stesura delle sue "Vite". 

## Stemma

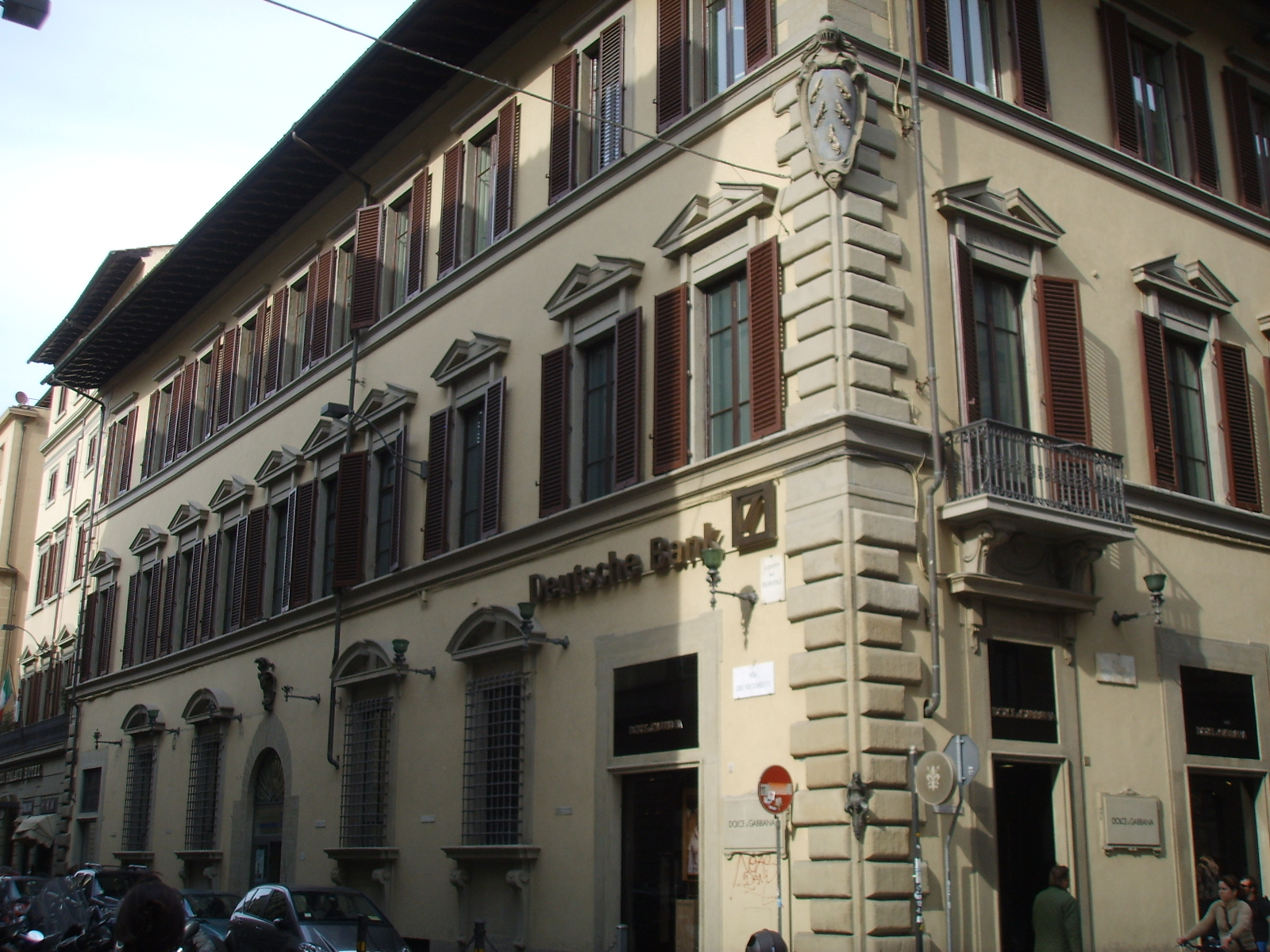
Palazzo Vecchietti

L'arme dei Vecchietti mostra cinque ermellini in campo azzurro. L'ermellino, dal pelo candido, è simbolo di purezza e incorruttibilità, poiché si pensava che per catturarlo bastasse sporcare di fango l'imboccatura della tana, perché in tal modo l'animale avrebbe rifiutato di rifugiarvisi per non imbrattare la candida pelliccia. Il motto di famiglia "Candidior animus" probabilmente allude sia all'ermellino che al cognome: "l'animo è più candido", che vale sia per l'animale, sia per i vecchi dalla chioma canuta.